# Linyphantes aliso
Linyphantes aliso là một loài nhện trong họ Linyphiidae.
Loài này thuộc chi Linyphantes. Linyphantes aliso được Ralph Vary Chamberlin & Wilton Ivie miêu tả năm 1942.